# Battistina Vernazza
Battistina Vernazza (Genova, 1497 – Genova, 1587) è stata una religiosa e scrittrice italiana venerabile della chiesa cattolica.

## Biografia
Tommasa era la prima delle tre figlie di Ettore Vernazza, patrizio genovese fondatore di diversi ospedali per malati poveri a Genova, Roma e Napoli. La sua madrina era Caterina Fieschi-Adorno, detta Caterina da Genova. Instradata dai genitori alla vita religiosa, alla tenera età di 13 anni Tommasina entrò nel monastero di Santa Maria delle Grazie e divenne canonichessa regolare, assumendo il nome di Battistina. Nel 1527 fu eletta maestra delle novizie, e nel 1537 economa del convento; fu anche camerlengo, vicaria e priora dal 1547 al 1553 e dal 1577 al 1580. I suoi resti furono sepolti del monastero e, il 30 dicembre 1970 furono traslati nella Chiesa della Santissima Annunziata di Portoria.

## Opere
Ha scritto, tra l'altro, un commento al Pater Noster, il Trattato dell'unione dell'anima con Dio sopra il Pater Noster, del 1538  ; "L'unione dell'anima con Dio"; "Dalla conoscenza di Dio"; "Di preghiera"; "Delle gioie celesti e dei mezzi per raggiungerle"; "Di quelli che sono risorti con Cristo"; meditazioni, cantici spirituali e lettere a uomini eminenti del suo tempo. Possevin parla dei suoi scritti come ispirati. I suoi lavori sono stati pubblicati a Venezia in 3 voll. nel 1588. Da allora sono stati pubblicati molte volte.